# الحرب اليونانية الإيطالية
الحرب اليونانية الإيطالية. (باليونانية والإيطالية: Ελληνοϊταλικός Πόλεμος Ellēnoïtalikós Pólemos أو Πόλεμος του Σαράντα Pólemos)كانت الحرب اليونانية الإيطالية جزء من الصراع العالمي في الحرب العالمية الثانية حيث وقفت اليونان مع الحلفاء ضد دول المحور ألمانيا وإيطاليا الصراع بين إيطاليا واستمرت من 28 أكتوبر 1940 إلى 23 إبريل عام 1941. وفي 6 أبريل 1941 بدأ التدخل الألماني إلى جانب القوات الإيطالية في معارك ضد الجيش اليوناني وقوات الثوار اليونانين.

## العلاقات الإيطالية اليونانية قبل الحرب
بحلول منتصف عام 1940،تعززت لدى موسوليني الغيرة من حليفه هتلر، الذي كان يقوم بالتوسع في أوروبا محققا انتصارات عديدة، واراد بهجومه على اليونان ان يثبت لحليفه ان يستطيع ان يقود إيطاليا إلى نجحات مماثلة. فحيث كانت القوات الإيطالية احتلت ألبانيا في ربيع عام 1939 وعدة معاقل بريطانية في أفريقيا (الغزو الإيطالي للصومال وطرد البريطانين في صيف عام 1940)، لكنه لم يستطع الاحتفال بانتصاره على نفس النطاق مثل ألمانيا النازية. ففي الوقت نفسه، كان موسوليني يريد أيضا أن يضمن مصالح إيطاليا في منطقة البلقان، المهددة من قبل (ألمانيا) حيث ابدى انزعاجه من وقوع رومانيا تحت النفوذ الألماني، وعدد من مناطق في حوض المتوسط واقعة اصلا تحت ايدي البريطانيين.

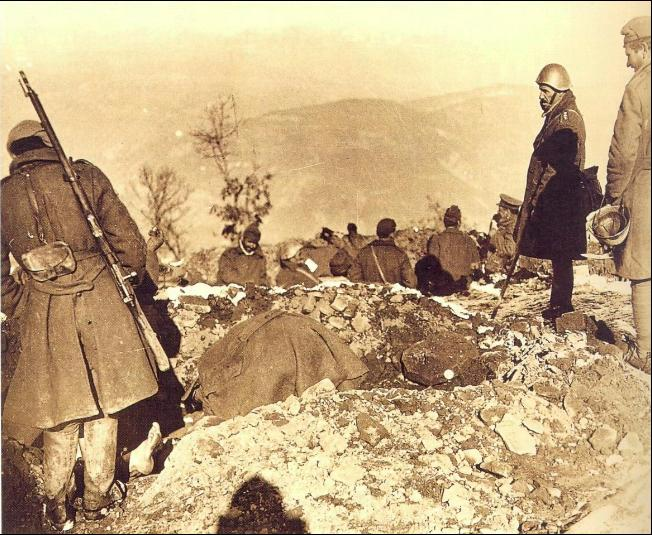
بناء الخنادق من جانب القوات اليونانية على جبهة اليا كالاماس آذار / مارس 1939.

في 28 تشرين الأول من عام 1940، وجهت إيطاليا إنذارا إلى الحكومة اليونانية التي كانت تحت حكم الملك الدكتاتوري لوانيس ميتاكاس فقامت القوات الإيطالية بعدها بغزو اليونان. ولكن شنت القوات الهيلينية هجوما مضادا واجبرت الإيطاليين على التراجع والانسحاب وقامت القوات اليونانية بالسيطرة على ما يقرب من ربع مساحة ألبانيا، بحلول منتصف ديسمبر من نفس العام ولكن في آذار / مارس 1941 أستأنفت القوات الإيطالية هجماتها ضد اليونان واجبرت اليونان على الانسحاب من إيطاليا، وتدخلت القوات الألمانية لنصرة حلفائها الإيطاليين، وفي 20 نيسان / ابريل استسلم قائد القوات اليونانية ايبيروس للألمان، ويوم 23 أبريل عام 1941 ،ووقعت اليونان تحت السيطرة الإيطالية الألمانية حتى أبريل 1941.

## ميزات الحرب
تعد الحرب اليونانية الإيطالية أول انتصار للحلفاء على دول المحور في الحرب العالمية الثانية، وساعد ذلك على رفع الروح المعنوية في المناطق الأوروبية المحتلة من قبل دول المحور. وزعم بعض المؤرخين ان هذه الحرب قد أثرت على مسار الحرب كلها من خلال اجبار ألمانيا على تأجيل غزو الاتحاد السوفياتي لمساعدة إيطاليا ضد اليونان.وهذا أدى إلى تأخير الهجوم وتعرض القوات الألمانية لظروف الشتاء الروسي القاسي، مما أدى إلى هزيمتهم في معركة موسكو.
الحرب الإيطالية-اليونانية (الحرب الإيطالية اليونانية، الحملة الإيطالية على اليونان؛ في اليونان: حرب '40) هي حرب قامت بين مملكتي إيطاليا واليونان من 28 أكتوبر 1940 حتى 23 أبريل 1941. بدأت حملة البلقان هذه الحرب الإقليمية بين قوى المحور والحلفاء في الحرب العالمية الثانية. وتحولت إلى معركة اليونان عندما تدخلت القوات البرية لدول الكومنولث وألمانيا النازية في بدايات عام 1941.
في منتصف الثلاثينيات، بدأ رئيس وزراء إيطاليا بينيتو موسوليني سياسة خارجية عدوانيّة توسعيّة فضم ألبانيا في ربيع عام 1939. بدأت الحرب العالمية الثانية في 1 سبتمبر 1939 وفي 10 يونيو 1940، أعلنت إيطاليا الحرب على الحلفاء. بحلول سبتمبر 1940، غزا الإيطاليون فرنسا والصومال البريطاني ومصر؛ وبدأت الاستعدادات أيضًا لاحتلال اليونان. في أواخر الثلاثينيات، بدأ اليونانيون في بناء خط متاكساس المقابل لبلغاريا ومن عام 1939 سرّعوا من استعداداتهم الدفاعية ضد هجوم إيطالي متوقَّع من ألبانيا. في عام 1940، كانت هناك حملة صحفية إيطالية معادية لليونان واستفزازات أخرى، بلغت ذروتها بإغراق الإيطاليين للطراد  اليوناني الخفيف إيلي في 15 أغسطس (العيد المسيحي لرقاد العذراء). في 28 أكتوبر، أصدر موسوليني إنذارًا نهائيًا لليونان يطالبها بالتنازل عن الأراضي اليونانية، والذي رفضه رئيس وزراء اليونان، إيوانيس متاكساس.
غزا الجيش الإيطالي اليونان في 28 أكتوبر، قبل انتهاء مهلة الإنذار الإيطالي. كان الغزو كارثة، إذ واجه 140,000 جندي من الجيش الإيطالي في ألبانيا عدوًّا متمترسًا ومصممًا. كان على الإيطاليين أن يتعاملوا مع التضاريس الجبلية على الحدود الألبانية اليونانية ومقاومة الجيش اليوناني الصلبة وغير المتوقعة. بحلول منتصف نوفمبر، أوقف اليونانيون الغزو الإيطالي عند أطراف الأراضي اليونانية. بعد الانتهاء من تعبئة قواتهم، شنَّ اليونانيون هجومًا مضادًا بمعظم جيشهم ودفعوا الإيطاليين مرة أخرى إلى ألبانيا - وهو التقدم الذي بلغ ذروته في يناير 1941 بالاستيلاء على ممر كليسورا، على بعد بضع عشرات الكيلومترات داخل الحدود الألبانية. أطلق مارك مازوفير على هزيمة الغزو الإيطالي والهجوم المضاد اليوناني عام 1940 «انتكاسة المحور الأول في الحرب»، «فاجأ اليونانيون الجميع بصلابة مقاومتهم». استقرت الجبهة في فبراير 1941، وفي ذلك الوقت عزز الإيطاليون الجبهة الألبانية إلى 28 فرقة ضد فرق اليونان الأربع عشرة (لكنّ الفرق اليونانية كانت أكبر حجمًا). في مارس، قام الإيطاليون بهجوم الربيع الذي لم ينجح. وفي هذه المرحلة، كانت الخسائر كبيرة لدى كلا الطرفين، لكن اليونانيين كانوا أقل قدرة بكثير من الإيطاليين على تعويض خسائرهم في كل من الرجال والعتاد، وكان ما في حوزتهم من الذخيرة والإمدادات الأخرى منخفضًا على نحو خطير. أيضًا افتقروا إلى القدرة على تناوب رجالهم ومعداتهم، على عكس الإيطاليين. أدت الطلبات التي قدمها اليونانيون للبريطانيين للحصول على المساعدة المادية إلى تخفيف الوضع جزئيًا، وبحلول أبريل 1941 كان الجيش اليوناني يمتلك من ذخيرة المدفعية الثقيلة ما يكفي فقط شهرًا آخر ولم يكن قادرًا على تجهيز وتعبئة الجزء الأكبر من قوات الاحتياط الذي تراوحت أعداده بين 200,000 و300,000.
رغم أن أدولف هتلر اكتفى في البداية بجعل الإيطاليين ينهكون اليونانيين بالهجمات المتواصلة و«تنبأ» بانتهاء الحرب صيف عام 1941 ، قرر في ديسمبر 1940 أن التدخل البريطاني المحتمل في الصراع يمثل تهديدًا لمؤخرة الجيش الألماني. ما جعله يُقدم على مساعدة حليفه في المحور. تسارع الحشد الألماني في البلقان بعد انضمام بلغاريا إلى المحور في 1 مارس 1941. بدأت القوات البرية البريطانية في الوصول إلى اليونان في اليوم التالي. في 6 أبريل، غزا الألمان شمال اليونان («عملية ماريتا» (معركة اليونان)). نشر اليونانيون أغلب رجالهم في حالة من الجمود المتبادل مع الإيطاليين على الجبهة الألبانية، تاركين خط متاكساس المحصن مع ثلث قواته المطلوبة فقط. خلال معركة اليونان، هُزِمت القوات اليونانية والبريطانية في شمال اليونان وتقدم الألمان بسرعة غربًا وجنوبًا. في ألبانيا، قام الجيش اليوناني بانسحاب متأخر لتجنب قطعه من قبل الألمان ولكن الإيطاليون تبعوه ببطء. استسلمت اليونان للقوات الألمانية في 20 أبريل 1941، بشرط ألا تضطر إلى الاستسلام للإيطاليين؛ ووُفِق على هذا الشرط ولكنه أُلغي بعد عدة أيام بسبب احتجاج موسوليني، واستسلم الجيش اليوناني لإيطاليا أيضًا. احتُلَت اليونان بعد ذلك من قبل القوات البلغارية والألمانية والإيطالية. تكبد الجيش الإيطالي خسارة 102,064 جندي (13,700 قتيل و3900 مفقود) وخمسين ألف مصاب؛ تكبَّد اليونانيون خسارة أكثر من 90,000 جندي (من بينهم 14,000 قتيل و 5000 مفقود) وعدد غير معروف من المرضى. كشفت الكارثة اليونانية والهزائم المتزامنة من البريطانيين في شمال أفريقيا عن الفشل الاقتصادي والعسكري للنظام الفاشي الإيطالي، ما أدى إلى تقلُّصه ليصبح مجرد تابع لألمانيا.

## خلفية

### الإمبريالية الإيطالية
في أواخر العشرينيات، قال رئيس وزراء إيطاليا بينيتو موسوليني أن إيطاليا الفاشية بحاجة إلى مساحة للعيش (Spazio vitale)، أي منفذ لفائض سكانها وأنه سيكون من مصلحة الدول الأخرى أن تساعد في توسُّع الإمبراطورية الإيطالية. أراد النظام الهيمنة في مناطق حوض البحر الأبيض المتوسط - الدانوب - البلقان، وتصور موسوليني غزو «إمبراطورية تمتد من مضيق جبل طارق إلى مضيق هرمز».
كانت هناك تصميمات لفرض حماية على مملكة ألبانيا وضم دالماسيا والسيطرة الاقتصادية والعسكرية على مملكتي يوغوسلافيا واليونان. كما سعى النظام الفاشيّ إلى فرض حمايات على الجمهورية النمساوية الأولى، ومملكة المجر، ومملكة رومانيا، ومملكة بلغاريا، التي تقع في محيط مجال النفوذ الأوروبي الإيطالي.
في عام 1935، بدأت إيطاليا الحرب الإيطالية الإثيوبية الثانية لتوسيع الإمبراطورية؛ وهي سياسة خارجية إيطالية أكثر عدوانية «كشفت [نقاط الضعف]» لدى البريطانيين والفرنسيين وخلقت فرصة كان النظام الفاشي بحاجة إليها لتحقيق أهدافه الإمبريالية. في عام 1936، بدأت الحرب الأهلية الإسبانية وقدمت إيطاليا مساهمة عسكرية كبيرة جدًا لدرجة أنها لعبت دورًا حاسمًا في انتصار قوات المتمردين بقيادة فرانثيسكو فرانكو. خاضت «حربًا خارجية واسعة النطاق» من أجل التبعية الإسبانية للإمبراطورية الإيطالية، ووضع إيطاليا في وضع الاستعداد للحرب، وخلق «ثقافة المحاربين».

## وصلات خارجية
- الإيطالي الأولي في ايبيروس
- اليونان أكتوبر 28